# هاف-لايف 2
هاف-لايف 2 ؛ نصف-الحياة 2 (بالإنجليزية: Half-Life 2)‏ لعبة أطلاق نار من سلسلة هاف لايف (سلسلة) من شركة فالف وتستعمل محرك الألعاب "سورس"، تعتمد على الذكاء لأنها مملؤة بالـ الألغاز وأطلاق النار، تحمل عدة مراحل في قصة متتابعة على شكل فصول.
يتحكم اللاعب بجوردون فريمان، الذي يقاتل الفضائين، ويتحد مع الحلفاء بما في ذلك مقاتلة المقاومة أليكس فانس، ويحارب باستخدام أسلحة مثل بندقية الجاذبية التي تتلاعب بالأشياء. استمر تطوير اللعبة لمدة خمس سنوات وكلف 40 مليون دولار أمريكي. وضع رئيس فالف «غابي نيويل» هدفًا لفريقه بإعادة تعريف ألعاب نوع FPS ، مع التركيز على أنظمة الفيزياء المتقدمة والشخصيات من غير اللاعبين. أعلنت فالف عن هاف-لايف 2 في E3 2003 وأصدرتها من خلال خدمة التوزيع الجديدة ستيم بعد تأخيرها لأكثر من عام.
حازت هاف-لايف 2 على إشادة عالمية بسبب الفيزياء المتقدمة والرسوم المتحركة والصوت والذكاء الاصطناعي والرسومات والسرد. وفازت بـ 39 جائزة من جوائز لعبة العام، وتم اعتبارها واحدة من أعظم الألعاب على الإطلاق. بحلول عام 2011، باعت 12 مليون نسخة. تبعه مستوى إضافي مجاني، هاف-لايف 2: الساحل المفقود (2004)، وهاف-لايف 2: أيبيسود ون (2006) وهاف-لايف 2: إبيسود تو (2007)، وتم إصدار هاف-لايف: أليكس في لعام 2020.

## الشخصيات
- غوردون فريمان وهو الشخصية الأساسية التي لاتنطق أي كلامة، جدي طوال والوقت يبلغ من العمر 37 عاماً، دكتور فيزيائي، يعمل في منظمة بلاك ميسا كما ذكر في الجزءالأول.
- اليكس فانس، تتبع فريي مان وتعتبر شخصية أساسية.
- جي-مان وهو شخصية غريبة لامعلومات كثيرة عنها، غريب الأطوار، وغير معروف ان كان حقيقياً ام في خيال فريي مان، في صفك أم في صف الأعداء.
- دكتور برين هو الخصم الرئيسي لاعب في المباراة الثانية في هذه السلسلة. وقد خدم برين ومختبرات بلاك ميسا (وقال إن الصورة لا تظهر في المباراة الأولى)، وانتخب من قبل الأجانب وسيط يسمى «تجمع» (الجمع)، لتكون بمثابة القائد الأعلى للقوات على الأرض. الدكتور برين يجعل دور القلعة في المدينة 17.
- الدكتور اسحق كلاينر هو فيزيائي عمل مع جوردون فريمان في مختبرات بلاك ميسا.

## أسلوب اللعبة
مثل لعبة هاف-لايف الأصلية (1998)، تعد هاف-لايف 2 لعبة تصويب من منظور شخص الأول يتحكم فيها اللاعبون بـ غوردون فريمان. ولديها آليات مماثلة لـ Half-Life الأولى، بما في ذلك أنظمة الصحة والأسلحة وألغاز الفيزياء الدورية، باستثناء محرك اللعبة الأحدث والرسومات المحسنة الأضافية. يبدأ اللاعب أيضًا بدون عناصر، ويبني ترسانته ببطء على مدار اللعبة. وعلى الرغم من الطبيعة الخطية للعبة بشكل أساسي، فقد تم بذل الكثير من الجهد لجعل الاستكشاف مجزيًا وممتعًا؛ يمكن تفويت العديد من المجالات الاختيارية أو تجنبها. يوجد مجموعة متنوعة من الأعداء، ويتطلب عادةً الاقتراب من تكتيكات مختلفة مثل أن يقوم البعض ينسق في مجموعات لمناورة اللاعب أو إبعاده؛ والبعض الآخر، مثل Manhack ، يطير مباشرة على اللاعب من خلال فتحات صغيرة وممرات ضيقة. يستخدم البعض الآخر هجمات متوقعة لكنها قوية، بينما يختبئ الآخرون قبل مهاجمة اللاعب بسرعة.
يستطيع جوردون قتل معظم الأعداء بأسلحته، أو استخدام وسائل غير مباشرة، مستغلًا المخاطر البيئية مثل العبوات المضغوطة والمتفجرة، أو حرائق الغاز، أو الأفخاخ المرتجلة. في بعض أجزاء اللعبة، يمكن أن ينضم إلى جوردون ما يصل إلى أربعة من جنود المقاومة المسلحين أو المسعفين ويمكنهم إرسال فريق بعيدًا عنه أو الاتصال بهم مرة أخرى. تستخدم العديد من ميزات اللعبة الجديدة محاكاة الفيزياء المفصلة. قسمان من اللعبة يتضمنان قيادة المركبات. يتم تقديم الألغاز البيئية أيضًا بأنظمة ميكانيكية مؤقتة بدلاً من الألغاز الموجهة بالأزرار من Half-Life ، كما تدور حول اللاعب قدرة جديدة على التقاط الأشياء ونقلها ووضعها. تتضمن الحلول الخصائص الفيزيائية للأشياء، مثل الشكل والوزن والطفو. فمثلا؛ في الفصل الثالث، "Route Kanal"، يتعين على اللاعب تكديس كتل من الطوب على أرجوحة مؤقتاً لرؤية الطريق والمضي قدمًا فوق الحائط. وبدلاً من ذلك، يمكن للاعب بناء درج خام باستخدام الكتل، لذلك يمكن حل اللغز بطرق متعددة.
في جزء من اللعبة، يكتسب غوردون بندقية الجاذبية Gravity Gun ، والتي تسمح له برسم أشياء بعيدة نحوه أو دفعها بعيدًا، بالإضافة إلى القدرة على التعامل مع الأشياء الأكبر والأثقل التي لا يمكنه التحكم فيها بدون السلاح. هذه القدرات مطلوبة لحل الألغاز لاحقًا في اللعبة، ويمكن أيضًا استخدامها لتأثير الكبير في القتال، حيث إن أي كائن غير ثابت بالقرب من اللاعب لديه القدرة على استخدامه كوسيلة دفاع مؤقتة، مثل خزانة الملفات، أو قذيفة قاتلة، وعلبة البنزين أو شفرة الطنين. لا تفصل اللعبة مطلقًا بين اللاعب المشاهد أو الأحداث المعروضة مسبقًا؛ تستمر القصة من خلال عرض شخصيات أخرى وأحداث في العالم، الكثير من الخلفية الدرامية للعبة يتم الإشارة إليها من خلال البيئة.

## القصة
تلتقط هاف-لايف 2 الأحداث، حيث يخرج جي-مان فريمان من الركود ويضعه على متن قطار متوجه إلى المدينة 17 بعد مضي عدد من السنوات على اللعبة الأولى، وبعد أن أصبحت الأرض مستعبدة من قبل قوات الكومباين من البشر المتحولين. يوجه اللاعب غوردون للمساعدة في صراع الإنسانية ضد الكومباين وممثلهم البشري، د. والاس برين. يشرف برين على الاحتلال من قاعدة عملياته في القلعة، بناء متراص في قلب المدينة 17. تقاتل إلى جانب غوردون مقاومة سرية يقودها زميله السابق د. إيلاي فانس، بالإضافة إلى حلفاء آخرين بما فيهم أليكس فانس وكائنات الفورتيغانت الفضائية الغامضة. تنتهي هاف-لايف 2 بمعركة حاسمة على قمة القلعة تلحق أضرارا حرجة بمفاعل الانصهار المظلم الخاص بها. عندما يبدو وكأن أليكس وغوردون سيتغمدهما انفجار المفاعل، يظهر جي-مان مرة أخرى. بعد إعطائه لخطاب مبهم، يقوم بإخراج غوردون من خطر الانفجار ويضعه في الركود مرة أخرى.

## التطوير
بدأ تطويرهاف-لايف 2 في يونيو 1999، بعد ستة أشهر من إصدار Half-Life الأصلي. وتم تطويرها بواسطة فريق مكون من 82 موظف. أراد رئيس فالف غابي نيويل إعادة تعريف ألعاب نوع FPS ، قائلاً: «لماذا تقضي أربع سنوات من حياتك في بناء شيء غير مبتكر ولا معنى له أساسًا؟ إذا لم تكن Half-Life 2 هي أفضل لعبة كمبيوتر على الإطلاق، فسوف تزعج معظم العاملين في هذا الفريق تمامًا» لم يمنح نيويل فريقه موعدًا نهائيًا وميزانية «غير محدودة فعليًا»، ووعد بتمويل المشروع بنفسه إذا لزم الأمر. تم تصميم اللعبة باستخدام محرك اللعبة الداخلي الجديد الخاص بـ Valve ، والذي تم تطويره في وقت واحد.
...

## روابط خارجية
- هاف-لايف 2 على موقع IMDb (الإنجليزية)